# بوبي جاك فولر
بوبي جاك فولر (بالإنجليزية: Bobby Jack Fowler) هو قاتل متسلسل وعامل إنشاء أمريكي، ولد في 12 يونيو 1939 في تكساس في الولايات المتحدة، وتوفي في 15 مايو 2006 في Oregon State Penitentiary ‏ في الولايات المتحدة بسبب سرطان الرئة.